# Thalamoporella quadrata
Thalamoporella quadrata är en mossdjursart som beskrevs av Gordon 1984. Thalamoporella quadrata ingår i släktet Thalamoporella och familjen Thalamoporellidae. Inga underarter finns listade i Catalogue of Life.